# Timothy Snyder
Timothy David Snyder (Ohio, 18 de agosto de 1969) é um historiador estadunidense, professor da Universidade de Yale, especializado em história da Europa Central e Oriental.
Snyder é autor de obras como O Príncipe Vermelho: as vidas secretas de Wilhelm von Habsburgo: de líder nacionalista ucraniano a espião da União Soviética (2008); Terras de Sangue: a Europa entre Hitler e Stalin (2010); Terra Negra: o Holocausto como História e Advertência (2015); e Sobre a Tirania: vinte lições do século XX para o presente (2017).
Timothy Snyder também colaborou com Tony Judt no livro Pensando o Século XX, que traz várias conversas entre esses dois amigos.